# Klimpfjäll
Klimpfjäll (Zuid-Samisch: Klimphe el. Klimphese) is een plaats in de gemeente Vilhelmina in het landschap Lapland en de provincie Västerbottens län in Zweden. De plaats heeft 132 inwoners (2005) en een oppervlakte van 49 hectare. De plaats ligt in bergachtig gebied op zo'n twintig kilometer van de grens met Noorwegen, de plaats Vilhelmina ligt op ongeveer honderdtwintig kilometer van Klimpfjäll. De plaats zelf ligt onder de boomgrens op zo'n 550 meter boven de zeespiegel en wordt omringd door naaldbos en ligt aan een meer, maar in de omgeving liggen bergen tot ongeveer 1450 meter hoog en dus ver boven de boomgrens uitsteken, ook zijn er zijn mogelijkheden om de skiën net buiten de plaats.
Bestuurscentrum: Vilhelmina (Tätort)
Småort: Bäsksele · Dikanäs · Klimpfjäll · Latikberg · Laxbäcken · Lövliden · Malgovik · Meselefors · Nästansjö · Saxnäs · Skansholm · Storseleby
Overig: Aronsjö · Fatmomakke · Kittelfjäll · Siksjönäs · Stalon · Strömnäs · Svannäs